# Антигва и Барбуда на Светском првенству у атлетици у дворани 2001.
Антигва и Барбуда је учествовала на  8. Светском првенству 2001. одржаном у Лисабону од 9. до 11. марта.  Репрезентацију Антигве и Барбуде у њеном трећем 
учешћу на светским првенствима у дворани, представљала је  једна атлетичарка која се такмичила у трци  на 60 метара.
Представница Антигве и Барбуде није освојила ниједну медаљу, али је поставла нови национални рекод на 60 метара у дворани.

## Учесници
Жене:
- Хедер Самјуел — 60 метара

## Резултати
| Атлетичарка   | Дисциплина | Лични рекорд | Квалификације | Квалификације | Полуфинале            | Полуфинале            | Финале                | Финале       | Детаљи |
| Атлетичарка   | Дисциплина | Лични рекорд | Резултат      | Место         | Резултат              | Место                 | Резултат              | Место        | Детаљи |
| ------------- | ---------- | ------------ | ------------- | ------------- | --------------------- | --------------------- | --------------------- | ------------ | ------ |
| Хедер Самјуел | 60 м       | 7,41 НР      | 7,44          | 4 у гр. 1     | Није се квалификовала | Није се квалификовала | Није се квалификовала | 27 / 39 (43) |        |